# Sydlig citronfjäril
Sydlig citronfjäril, Gonepteryx cleopatra är en medelstor gul fjäril. Honan är mycket lik citronfjärilen, vilka båda finns i samma områden i södra Europa.

## Habitat och utbredning
Arten är vida spridd runt medelhavsområdet, men finns även på Kanarieöarna och Madeira.
Dock på grund av dess vida spridning finns det ett flertal underarter, vilka i mången fall är lika varandra.
Dess habitat är inte detsamma som citronfjärilens. Biotopen är ofta bergstrakter i öppen buskmark, men ses även i trädgårdar, odlingar samt steniga marker. Att platsen för observation är solig, är ett måste.

## Underarter

### Gonepteryx cleopatra cleopatra(Linnaeus, 1767)
Detta är nominatrasen.

### Beskrivning

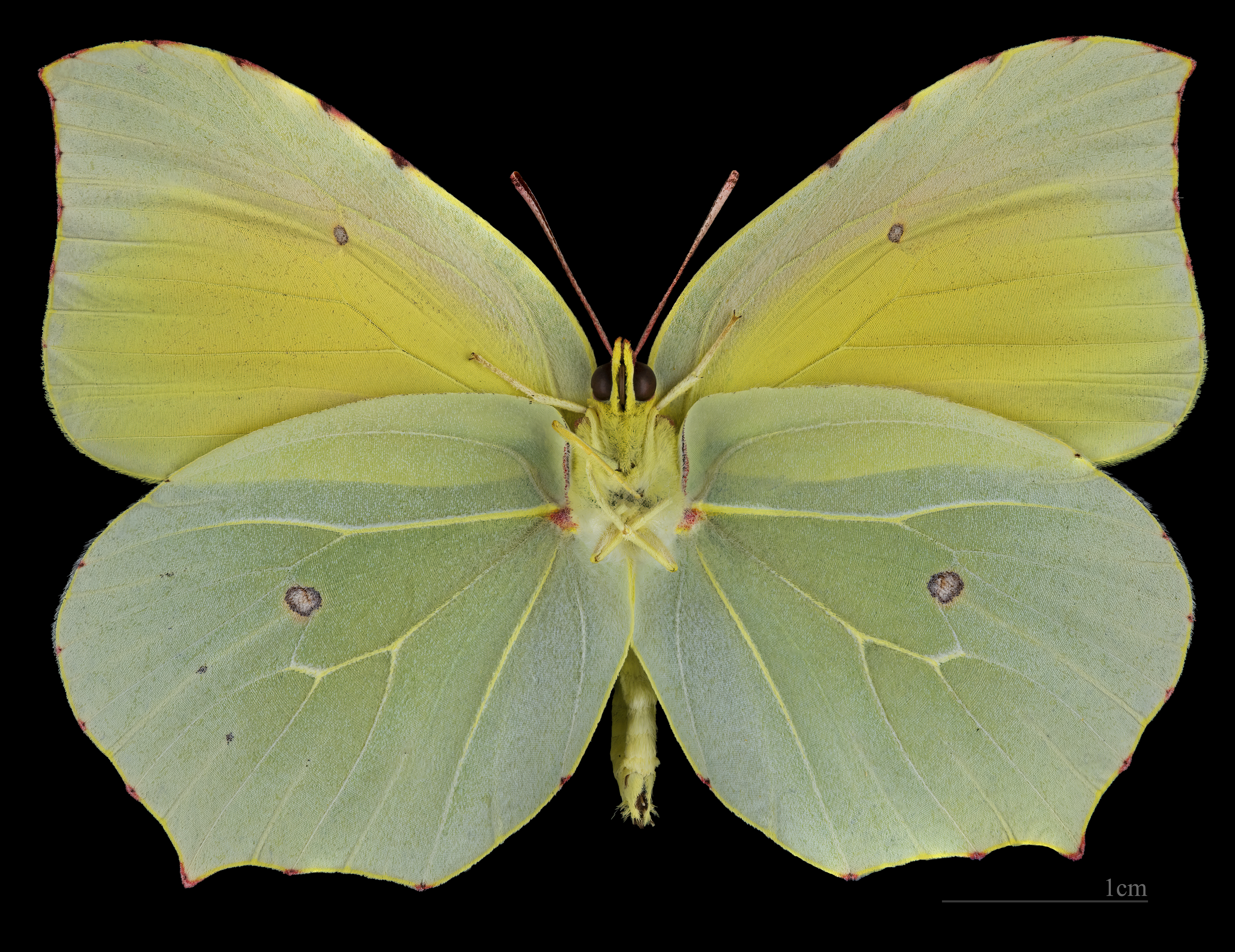
Gonepteryx cleopatra ♂
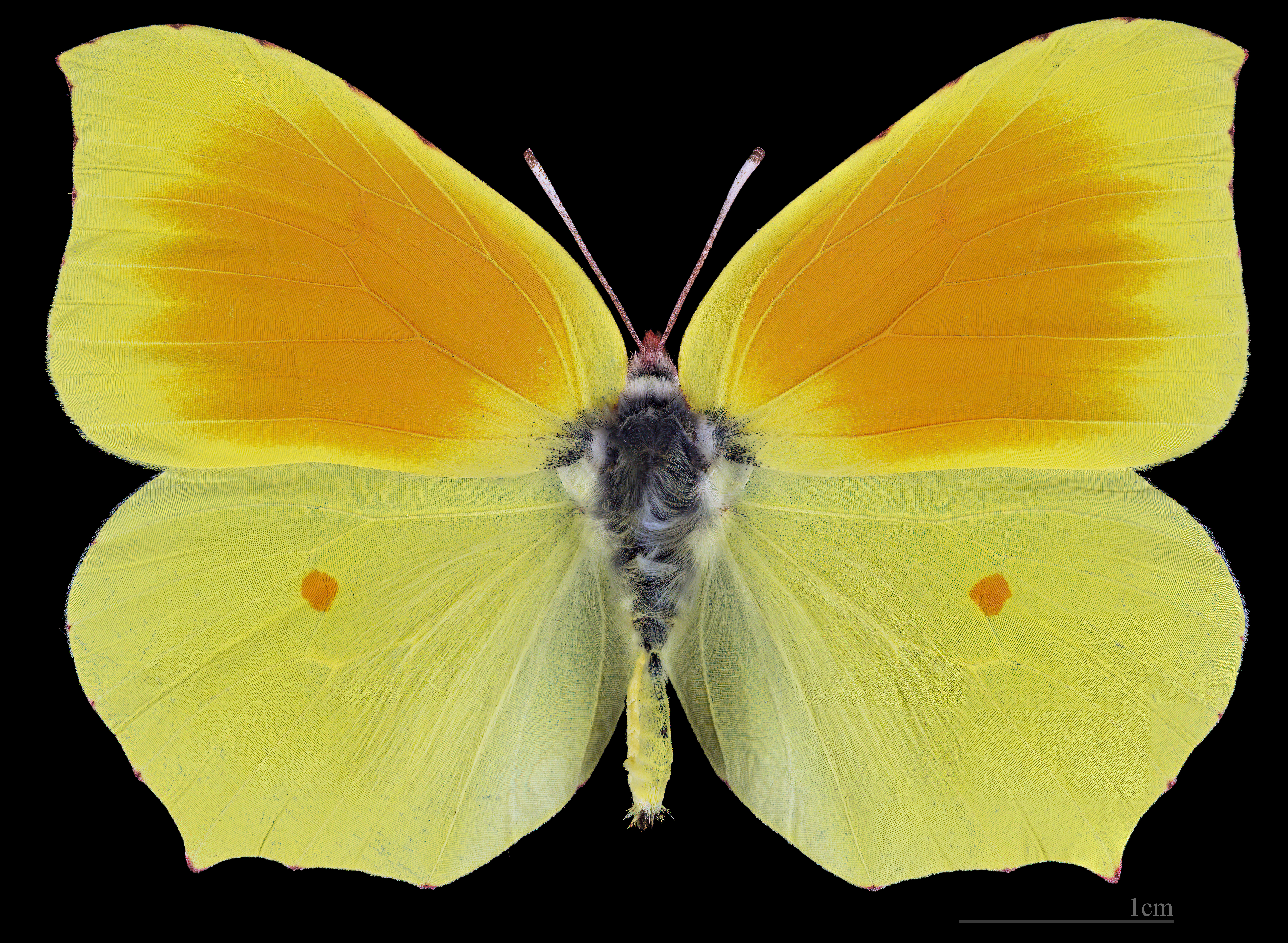
Gonepteryx cleopatra ♂  △

#### Habitat och utbredning
Denna ras ses i södra och centrala Frankrike, Korsika, Portugal, Spanien, Baleariska öarna, Italien inkluderat: Sardinien, Sicilien, kustområdena kring Dalmatien, södra och centrala Grekland och i norra Afrika: Marocko, Algeriet och Tunisien. Den har även setts tillfälligt i Bulgarien, Schweiz och norra Grekland. Däremot har denna ras inte observerats i Albanien och Nordmakedonien.
Rasen ses oftast under 1200 m ö.h., men har setts upp på 1600 m ö.h..

#### Utseende
Rasen är medelstor och liknar de övriga raserna, framför allt honorna. Den är något större än citronfjärilen. En tydlig differens är att hanen har gulare vingovansida samt ett stort orange fält på framvingen. Även bakvingen är gul, fast saknar det orange området. Honan är mycket lik vanlig citronfjäril, men skiljs på att denna inte har någon svans på bakvingens bakkant. Honans gula ton varierar från blekgul (som citronfjärilen) till varmgul (som hanen). Samt (gäller båda könen) att vingarna har en fylligare form än hos citronfjäril.

#### Ekologi
Normalt flyger bara en generation per år, oftast maj till augusti. Dock flyger de individer som övervintrat, redan i sena februari. En andra generation förekommer i sydliga utbredningsområden (norra Afrika och södra Spanien), detta torde bero på att en senare sommar leder till förvirring. 

##### Reproduktion

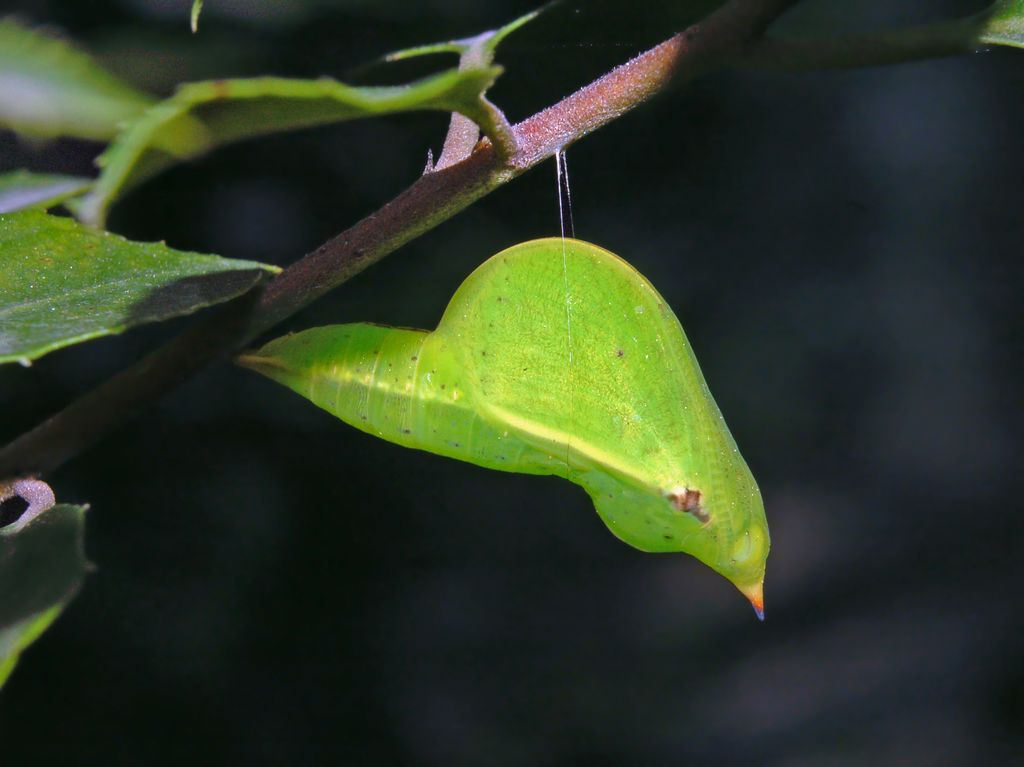
Puppa

Äggen läggs på lövutskott eller på stammen. Larvens föda består av löv och pupporna placeras på stammen av värdväxterna. Arten övervintrar i vuxet stadium. 

##### Värdväxter
Värdväxterna ingår alla i släktet Rhamnus (getaplar) och är följande:
- Rhamnus catharticus
- Rhamnus alaternus
- Rhamnus myrtifolia
- Rhamnus oleoides
- Rhamnus alpinus
- Rhamnus sibthorpianus[1]

### Gonepteryx cleopatra maderensis(Felder, 1862)
Detta är den endemiska rasen på Madeira. Undersidan hos honan är ej UV-reflekterande vilket inte heller det vanliga  "viloträdets" löv, som den till och med kanske övervintrar på, är. Till skillnad från G. c. cleobule, G. c. palmae och G. c. eversi där honans undersida är reflekterande (lyser) i UV-ljus - där den vanliga "rastningsväxtens" löv också reflekterar UV-ljus. Senare studier av DNA har visat att G. c. maderensis kan vara närmre besläktad med G. c. cleopatra än med G. c. cleobule, G. c. palmae och G. c. eversi.

#### Habitat och utbredning
Då denna ras är endemisk, ses den endast på Madeira. Områdena är följande: Terreiro da Luta, Ribeiro Frio och Encumeadapasset, på höjder mellan 500 och 1500 m ö.h. Anledningen till den lokala förekomsten torde vara dess val av habitat. Den ses i lagerskog (subtropiska och fuktiga skogar med stabila temperaturer) där värdväxterna förekommer. Den ter sig lokaltrognare till dessa habitat, vilket gör den olik G. c. cleobule (endemisk ras på Teneriffa), som är vida spridd över Teneriffa.

#### Utseende
Denna liknar nominatrasen (och övriga raser) väldigt mycket. Men hanen har något större orangea områden på vardera framvingars ovansidor, och diskfläcken på bakvingen är något större. De yttersta kanterna på framvingens ovansida är mörkare än hos nominatrasen. Honan är väldigt lik de övriga rasernas honor, med vagt gröna undersidor med vitaktig diskfläck på framvingens undersida.

#### Ekologi
Rasen flyger året runt - vilket torde bero på det milda klimatet - men den är vanligare mellan april och september.

##### Reproduktion
Denna är sig lik nominatrasens.

##### Värdväxt
Rhamnus glandulosa

### Gonepteryx cleopatra cleobule(Hübner, 1825)
Denna ras är endemisk på Teneriffa.

#### Habitat och utbredning
Rasen ses i områdena: Les Mercedes, Icod Alto, Anaga och Chinombre. Den flyger på höjder mellan 500 och 2000 m ö.h., men under vintertid på de lägre altituderna och då födosöker den även på Cedronella canariensis - en kransblommig växt. Likaså som ovanstående ras lever den i lagerskogar, men ses även i andra biotoper.

#### Utseende
Även denna ras är väldigt lik nominatrasen. Men en viss skillnad ses på ovansidorna hos båda könen. Hanens ovansida är ännu mer brandgul, framvingen är nästan helt orange och även bakvingen tenderar att ha en orangeare färg. Honan är mer gul än nominatrasen och har svag brandgul ton på båda vingarna, dock starkare på framvingen. Ovansidan hos honan är kraftigt UV-reflekterande.

#### Ekologi
Likt de andra raserna på de atlantiska öarna, så flyger denna året runt.

##### Reproduktion
Larverna ses i april, augusti och även december - vilket tyder på att äggläggningen pågår året runt. Under tidiga stadier av larven är den lik både  G. c. palmae och G. c. eversi.

##### Värdväxter
- Rhamnus glandulosa
- Rhamnus crenulata

Observera att larven även födosöker på Rhamnus catharticus.

### Gonepteryx cleopatra palmae(Stamm, 1963)
Detta är en endemisk ras, lokaliserad på La Palma.

#### Habitat och utbredning
Denna ras lever i lokala habitat, men inte riktigt lika lokalt som G. c. maderensis. Områden på La Palma som den ses på är: Santa Cruz, Quintero, Rio de las Nieves, Barranco del Agua, Barranco de la Galga, Barranco de Jueque, Los Sauces och Los Tilos. Den (likt de andra atlantiska raserna) ses på alla altituder, från 300 m ö.h. till 1600 m ö.h.

#### Utseende
Båda könen är väldigt lik G. c. cleobule, men den brandgula tonen är något svagare. Likaså undersidorna är lika.
Honan skiljer sig en del från G. c. cleobule, med att hennes ovansida inte är UV-reflekterande.

#### Ekologi
Mycket lik G. c. cleobule, men flyger inte riktigt hela året. Är sedd i mars/april, juni/september och december, men torde flyga hela året.

### Gonepteryx cleopatra eversi(Rehnelt, 1974)
Denna endemiska ras förekommer på Gomera.

#### Habitat och utbredning
Rasen flyger på höjder mellan 500 och 1 400 m ö.h. och i områdena: Las Rosas, Hermigua, La Palmita, Las Hayas, Montaña Garajonay, Laguna Grande, Roque de Agando, Montaña Quemada och Vallehermoso. 
Habitatet skiljer är mycket likt G. c. cleobules.

#### Utseende
Till utseendet är hanen lik G. c. cleobule fast diskfläcken på framvingens ovansida är något svagare. Honan är dock mer lik G. c. palmea, likaså dennes ovansida reflekteras ej i UV-ljus.

#### Ekologi
Flyger likt G. c. palmae men är inte sedd under juni månad - men denna torde flyga året runt.
Rasens reproduktion är lik G. c. cleobules.

## Övriga raser
- Gonepteryx cleopatra balearica Bubacek, 1920 – Baleariska öarna
- Gonepteryx cleopatra petronella De Freina, 1977 – Ibiza
- Gonepteryx cleopatra italica (Gerhardt, 1882) – Italien, Frankrike, Korsika, Sardinien
- Gonepteryx cleopatra dalmatica Verity, 1908 – Dalmatienns kust, västra Balkan
- Gonepteryx cleopatra citrina Sheljuzhko, 1925 – södra Grekland
- Gonepteryx cleopatra insularis Verity, 1909 – Kreta
- Gonepteryx cleopatra fiorii Turati & Fiori, , 1930 – Rhodos
- Gonepteryx cleopatra taurica (Staudinger, 1881) – Anatolien, Syrien, Jordanien, Israel, Cypern
- Gonepteryx cleopatra palmata Turati, 1921 – Cyrenaika, Libyen